# Ána Korakáki
Ána Korakáki (Drama, 1996. április 8. –) görög olimpiai bajnok sportlövő. 
A görögországi Drama településen született. 2009 óta lő, edzője az édesapja. 2016-ban először vett részt az olimpián, ahol aranyérmes lett a 25 méteres sportpisztoly számban, illetve bronzérmes a 10 méteres légpisztoly számban. Ezzel ő nyerte 2004 óta az első aranyérmet hazájának, valamint mindössze húszévesen ő lett az első görög nő és 1912 óta az első görög úgy általában, aki egy sportágban két olimpiai érmet is szerzett.

## Fordítás
- Ez a szócikk részben vagy egészben  az   Anna Korakaki című angol Wikipédia-szócikk ezen változatának fordításán alapul.  Az eredeti cikk szerkesztőit annak laptörténete sorolja fel. Ez a jelzés csupán a megfogalmazás eredetét és a szerzői jogokat jelzi, nem szolgál a cikkben szereplő információk forrásmegjelöléseként.